# Bernard Harent
Bernard Harent, né le 24 juillet 1916 à Montmorillon et mort pour la France le 13 juin 1944 à Sérent, est un militaire et résistant français, Compagnon de la Libération. Sous-officier des troupes coloniales, il décide de se rallier à la France libre en 1940 et combat en Afrique et au Proche-Orient. Parachuté en France en 1944, il est tué lors de combats pour la libération de la Bretagne.

## Biographie

### Jeunesse
Bernard Harent naît le 24 juillet 1916 à Montmorillon, dans la Vienne, d'un père vérificateur des poids et mesures. Il passe sa scolarité à l'institut du berceau de Saint-Vincent-de-Paul,. Il choisit ensuite la carrière militaire et s'engage dans les troupes coloniales.

### Seconde Guerre mondiale
Sous-officier au 24e régiment d'infanterie coloniale (24e RIC) il est en poste au Liban au début de la seconde guerre mondiale. Refusant l'armistice du 22 juin 1940 il décide de se rallier à la France libre et se joint aux 130 hommes qui, menés par Raphaël Folliot, fuient vers l'Égypte pour rejoindre les troupes britanniques. Stationné au camp d'Ismaïlia, le groupe est renforcé par 350 autres hommes du 24e RIC. L'unité ainsi constituée devient alors le 1er bataillon d'infanterie de marine. Bernard Harent prend alors part à la guerre du désert en Libye et participe à la prise de Tobrouk en janvier 1941. Promu sergent-chef et engagé dans la campagne de Syrie où il est blessé, il suit ensuite les cours d'élève-aspirant à Damas et est promu à ce grade peu après.
Volontaire pour servir dans les commandos parachutistes, il est muté en mai 1942 au French Squadron du Special Air Service (SAS) avec lequel il combat à nouveau en Libye. Sous les ordres du colonel Stirling, il participe notamment à la capture du port de Benghazi en septembre 1942. Promu sous-lieutenant, il participe à la campagne de Tunisie au cours de laquelle il franchit la ligne Mareth avec 200 kilomètres d'avance sur le gros des troupes britanniques, établissement le premier la liaison entre les forces françaises libres et l'armée d'Afrique du général Giraud. Le 19 mars 1943, Bernard et le French Squadron sont déplacés en Angleterre et stationnés à Camberley où l'unité prend l'appellation de 1er bataillon d'infanterie de l'air en juillet suivant puis 4e bataillon d'infanterie de l'air en novembre et enfin 2e régiment de chasseurs parachutistes (2e RCP) en avril 1944. Commandé par Pierre-Louis Bourgoin, le sous-lieutenant Harent est parachuté le 10 juin 1944 en Bretagne où il est chargé de prendre contact avec le maquis de Saint-Marcel dont les membres seront formés et encadrés par le 2e RCP.

Le 13 juin 1944, Bernard Harent commande une mission de reconnaissance à Plumelec. Attaquant un café dans lequel sont retranchés des soldats allemands, il est atteint d'une rafale de mitrailleuse lors du combat. Ses camarades le ramènent alors à la ferme de la Nouette, à Sérent, où le 2e RCP a établi son poste de commandement. Bien que mortellement touché à Plumelec, son décès a été officiellement enregistré sur la commune de Sérent le 12 juillet 1946,. Promu lieutenant à titre posthume et inhumé sur place dans un premier temps, il est ensuite réinhumé à Montmorillon. Bernard Harent est promu au grade de lieutenant à titre posthume. 
« Parti de Syrie au premier appel du général de Gaulle, prit part avec les premiers bataillons d’infanterie coloniale constitués en Égypte aux premières affaires de Tobrouk. Fut blessé au cours de la campagne de Syrie. S’engagea dans les parachutistes du Moyen-Orient, participa à toutes les actions de Libye, de Cyrénaïque et de Tunisie. Fut un des premiers soldats des troupes régulières parachutées en France. Fut tué au cours d’une mission très dangereuse pour laquelle il avait été volontaire.»[réf. nécessaire]

## Décorations
|  |  |  |  |  |  |
|  |  |  |  |  |  |

| Chevalier de la Légion d'honneur | Chevalier de la Légion d'honneur             | Chevalier de la Légion d'honneur                                           | Compagnon de la Libération Par décret du 29 décembre 1944 | Croix de guerre 1939-1945 Avec une palme |
| Médaille militaire               | Croix de guerre 1939-1945 Avec quatre palmes | Médaille de la Résistance française Avec rosette Par décret du 3 août 1946 | Médaille coloniale Avec agrafes "Libye" et "Eryhthrée"    |                                          |

## Hommages
- Dans sa ville natale de Montmorillon, une rue a été baptisée en son honneur[15]. Son nom est également inscrit sur le monument aux Morts de la commune[16].
- À Plumelec, son nom figure sur le monument dédié aux parachutistes mort lors de la libération de la Bretagne[17]. Il est aussi mentionné sur le monument aux Morts de la commune[18].
- À Sérent, son nom est inscrit sur le monument aux Morts de 39-45[19].
- À Poitiers, il est mentionné sur un monument commémoratif de la résistance[20].
- À Saint-Vincent-de-Paul, son nom est inscrit sur une plaque commémorant les anciens élèves morts en 39-45 et en Indochine[4].